# Maasdonk

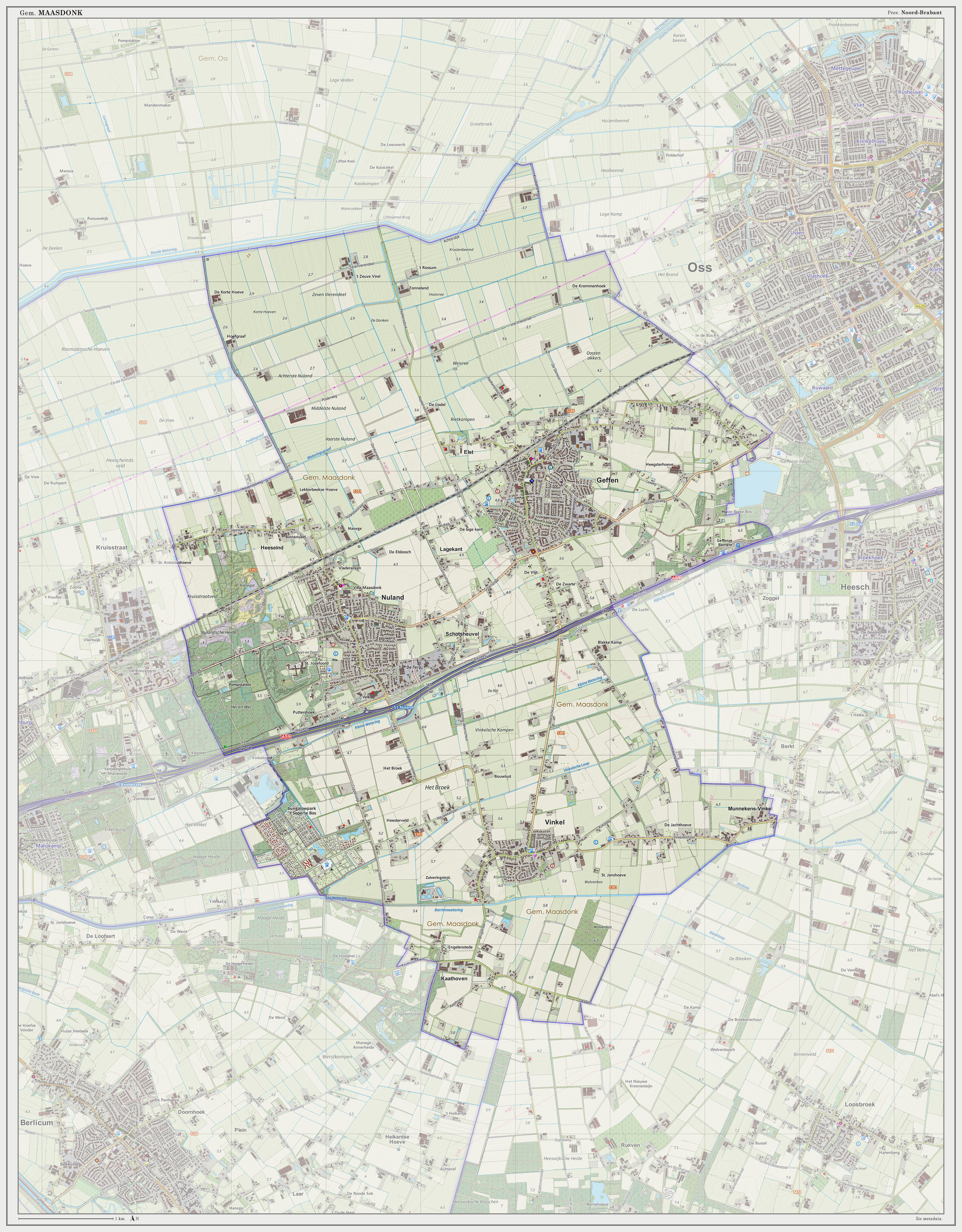
Topografische gemeentekaart van Maasdonk, sep. 2014

Maasdonk (uitspraakⓘ) was een gemeente in de provincie Noord-Brabant. De gemeente telde 11.284 inwoners (1 mei 2014, bron: CBS) en had een oppervlakte van 36,37 km² (waarvan 0,11 km² water). Maasdonk lag op een hoogte van + 6 meter NAP.
De gemeente werd gevormd in 1993 door de samenvoeging van de gemeenten Geffen en Nuland, en het grootste deel van het dorp Vinkel, dat over een aantal gemeenten was verdeeld.
Door gemeentelijke herindeling is de gemeente Maasdonk per 1 januari 2015 opgeheven. Geffen hoort per deze datum bij Oss, terwijl Nuland en Vinkel bij 's-Hertogenbosch horen.

## Herindeling
In 2009 constateerde de gemeenteraad dat alleen door samenwerking of samengaan met andere gemeenten een hoog ambitieniveau mogelijk zou zijn. De aanvankelijke fusieplannen met de gemeente Bernheze werden halverwege 2012 stopgezet. Er werd besloten tot een verdeling van de gemeente: Geffen zou worden ingedeeld bij de gemeente Oss en de dorpen Nuland en Vinkel bij de gemeente 's-Hertogenbosch. Op 27 september 2013 heeft de Ministerraad met het voorstel tot herindeling per 1 januari 2015 ingestemd. Op 22 april 2014 werd een wetsvoorstel met die strekking door de Tweede Kamer aangenomen, waarna de Eerste Kamer dit op 13 mei 2014 heeft goedgekeurd, waarmee de opheffing van de gemeente definitief werd. Voor de herindeling had Maasdonk de hoogste gemiddelde schuld per inwoner van alle Nederlandse gemeenten met minder dan 20.000 inwoners, met een gemiddelde schuld per inwoner van € 5.687.

## Kernen
Elst, Geffen (gemeentehuis), Heeseind, Lagekant, Kaathoven, Nuland, Schotsheuvel, Vinkel en Zoggel

## Politiek
Hieronder staat de samenstelling van de gemeenteraad van 1998 tot en met 2010:
| Gemeenteraadszetels              | Gemeenteraadszetels | Gemeenteraadszetels | Gemeenteraadszetels | Gemeenteraadszetels |
| Partij                           | 1998                | 2002                | 2006                | 2010                |
| -------------------------------- | ------------------- | ------------------- | ------------------- | ------------------- |
| Dorpsbelangen                    | 4                   | 5                   | 4                   | 4                   |
| CDA                              | 5                   | 3                   | 5                   | 4                   |
| Partij Maasdonk                  | 3                   | 4                   | 3                   | 4                   |
| Vooruitstrevende Partij Maasdonk | 2                   | 2                   | 2                   | 2                   |
| Dorp Vinkel                      | 1                   | 1                   | 1                   | 1                   |
| Totaal                           | 15                  | 15                  | 15                  | 15                  |
| Opkomst                          |                     |                     | 51,96%              | 51,30%              |

Vanaf januari 2003 was Peter Boelens de burgemeester van Maasdonk. Op 1 september 2008 vertrok hij als burgemeester na een rapport van Contain Organisatie Advies, dat kritiek uitte op de bestuursproblemen en de heersende bestuurscultuur in de gemeente. De kritiek betrof het ambtenarenapparaat en het bestuur. Roel Augusteijn was vanaf 15 september 2008 tot aan de opheffing waarnemend burgemeester.
Diverse opiniepeilingen die in 2008 zijn gehouden, lieten zien dat een meerderheid van de inwoners voorstander was van het opheffen van de gemeente. Er leek een voorkeur te ontstaan voor het toevoegen van Vinkel aan de gemeente Bernheze, Nuland aan 's-Hertogenbosch en Geffen aan Oss.

## Aangrenzende gemeenten
| Aangrenzende gemeenten | Aangrenzende gemeenten | Aangrenzende gemeenten | Aangrenzende gemeenten | Aangrenzende gemeenten |
| ---------------------- | ---------------------- | ---------------------- | ---------------------- | ---------------------- |
|                        |                        |                        |                        | Oss                    |
|                        |                        |                        |                        |                        |
| 's-Hertogenbosch       |                        |                        |                        |                        |
|                        |                        |                        |                        |                        |
| Sint-Michielsgestel    |                        |                        |                        | Bernheze               |

## Wijken en buurten
De gemeente was voor statistische doeleinden onderverdeeld in wijken en buurten. De gemeente was verdeeld in de volgende statistische wijken:
- Wijk 00 Geffen (CBS-wijkcode:167100)
- Wijk 01 Nuland (CBS-wijkcode:167101)
- Wijk 02 Vinkel (CBS-wijkcode:167102)

Een statistische wijk kan bestaan uit meerdere buurten. Onderstaande tabel geeft de buurtindeling met kentallen volgens het Centraal Bureau voor de Statistiek (2008):
| CBS-buurtcode | Buurtnaam                                | Inwonertal | Opp. totaal (ha) | Opp. land (ha) | Ligging                |
| ------------- | ---------------------------------------- | ---------- | ---------------- | -------------- | ---------------------- |
| BU16710000    | Geffen                                   | 3640       | 177              | 177            | Locatie in de gemeente |
| BU16710001    | Runrot en Papendijk                      | 200        | 89               | 89             | Locatie in de gemeente |
| BU16710008    | Verspreide huizen ten oosten van Geffen  | 460        | 305              | 305            | Locatie in de gemeente |
| BU16710009    | Verspreide huizen ten noorden van Geffen | 290        | 1078             | 1074           | Locatie in de gemeente |
| BU16710100    | Nuland                                   | 3350       | 150              | 150            | Locatie in de gemeente |
| BU16710101    | Bedrijventerrein Nuland                  | 120        | 15               | 15             | Locatie in de gemeente |
| BU16710108    | Verspreide huizen ten westen van Nuland  | 540        | 381              | 381            | Locatie in de gemeente |
| BU16710109    | Verspreide huizen ten oosten van Nuland  | 290        | 222              | 222            | Locatie in de gemeente |
| BU16710200    | Vinkel                                   | 1150       | 96               | 95             | Locatie in de gemeente |
| BU16710209    | Verspreide huizen Vinkel                 | 1230       | 1219             | 1214           | Locatie in de gemeente |

## Galerij

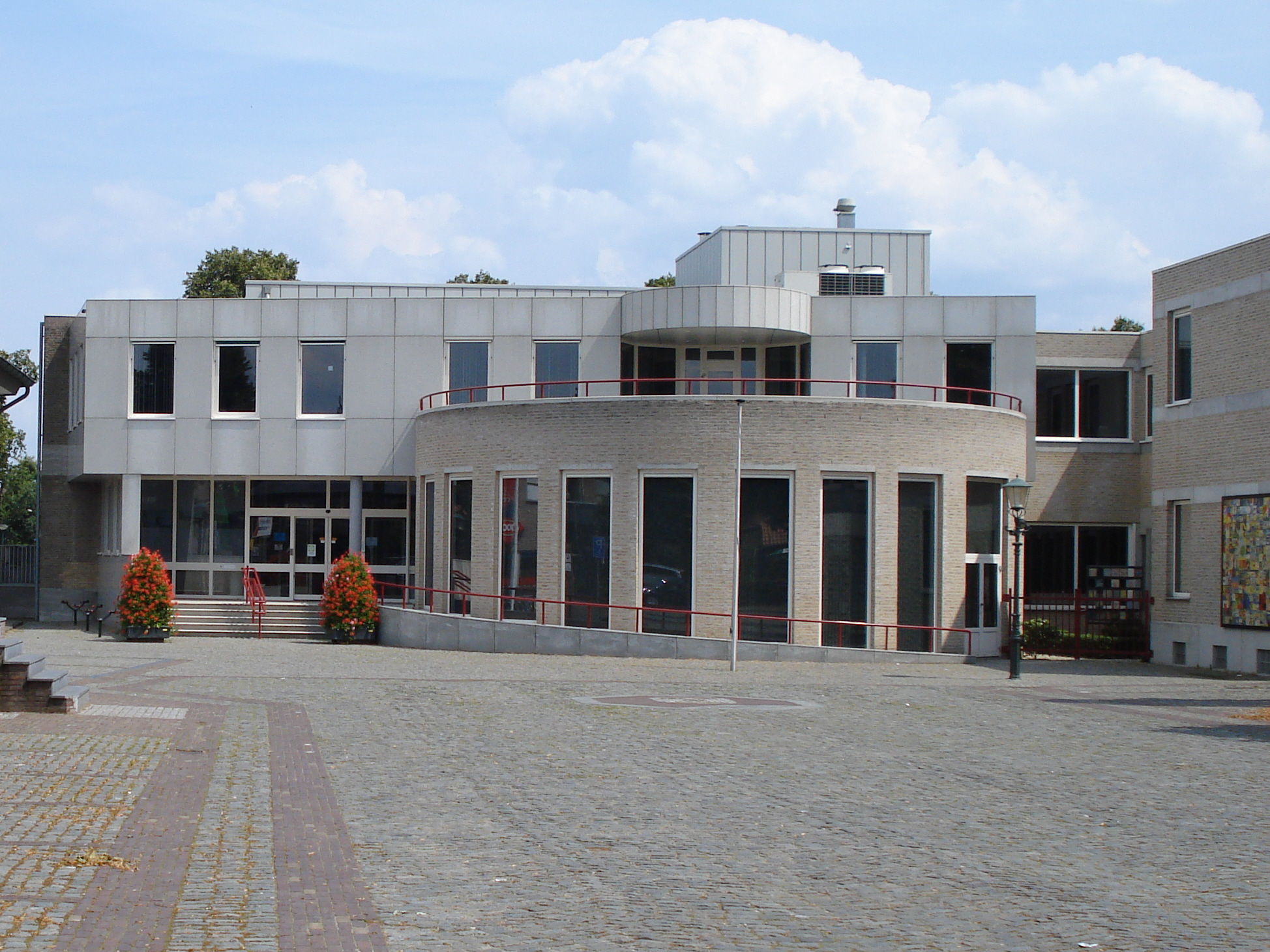
Maasdonk, het gemeentehuis in Geffen
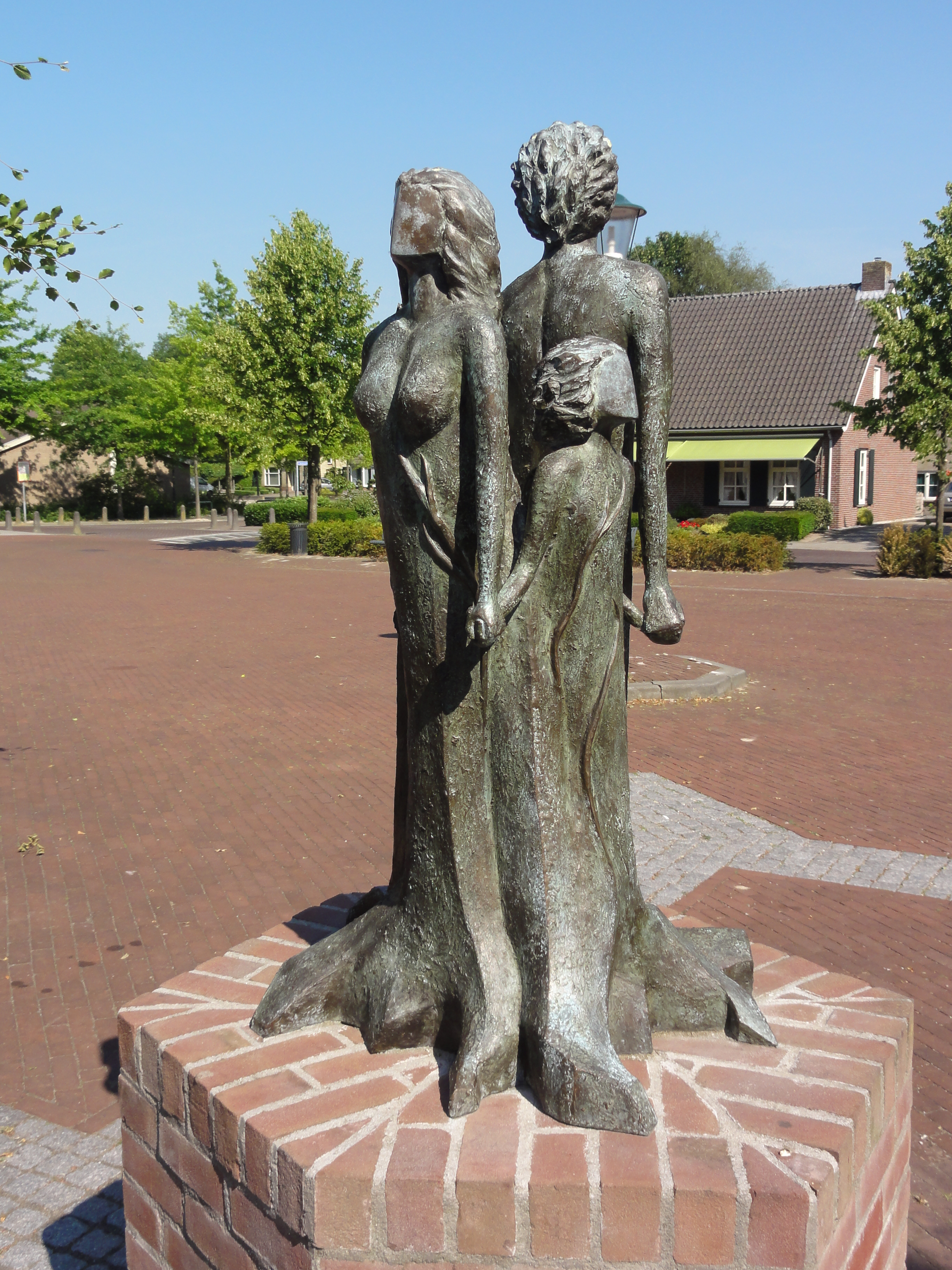
Sculptuur Met Mekaar, van Jet van Zijl, (Vinkel)
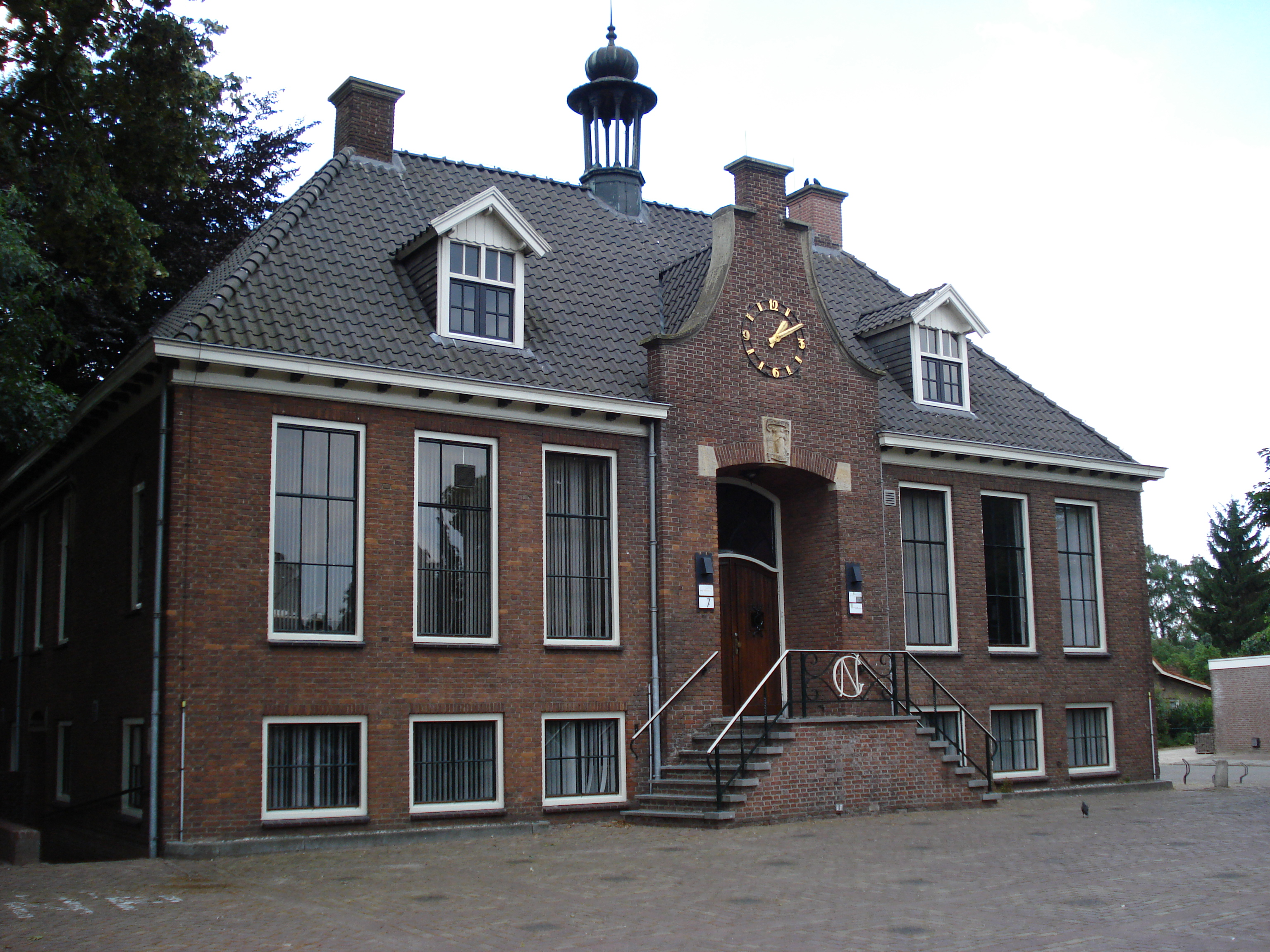
Het voormalige raadhuis van Nuland